# Pico Grays
El pico Grays (en inglés: Grays Peak)) es la décima cumbre más alta de las Montañas Rocosas de Norteamérica y del estado de Colorado. Con 4352m es la cumbre más alta de la cordillera Frontal y el punto más alto de la divisoria continental en América del Norte. (Hay cumbres más altas, como el monte Elbert, que están cerca, pero no en la cordillera.) El pico Grays se encuentra en el bosque nacional Arapaho, 6,2 km al sureste hacia el este (rumbo 122°) de Loveland Pass en la cordillera Continental entre los condados de Clear Creek y Summit. El pico es el punto más alto de ambos condados.
El pico Grays es una de las 53 montañas de más de 4300 m de altitud en Colorado. El botánico Charles C. Parry hizo el primer ascenso registrado a la cima en 1861 y nombró el pico en honor a su colega botánico Asa Gray. Gray no vio (y escaló) la cima hasta 1872, once años después. El pico Grays es comúnmente mencionado en conjunto con el adyacente pico Torreys.

## Escalada

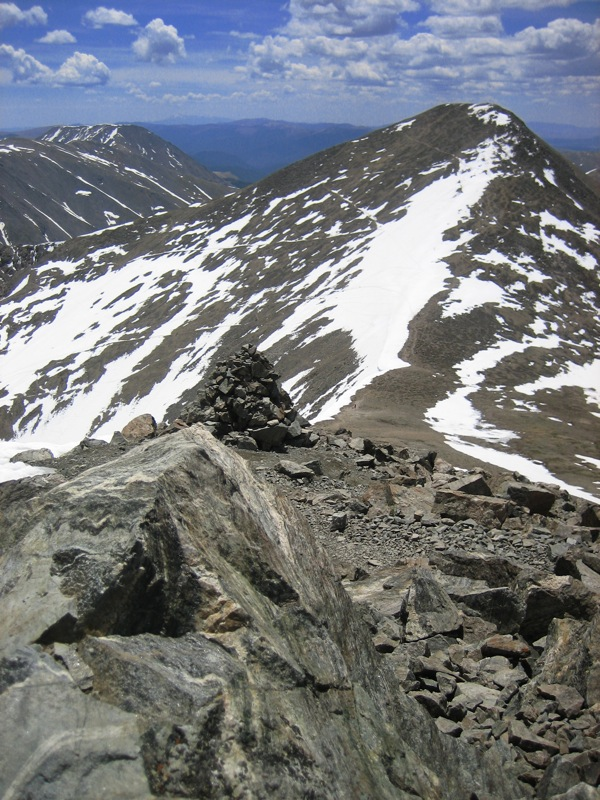
El pico Grays visto desde el cercano pico Torreys

El pico Gris se considera una excursión fácil, y es muy popular entre los escaladores de fin de semana. A menudo, la subida a la cima del pico Grays va acompañada de la continuación del pico Torreys, a menos de una milla de distancia. El sendero principal, el sendero del pico Grays, parte de Stevens Gulch. Para llegar a la cabeza del Stevens Gulch Trailhead, hay que tomar la I-70 hacia el oeste desde Denver a unos 80 km hasta Bakerville Road, salida 221. Desde allí, se toma Stevens Gulch Road hacia el sur a unos 4 km hasta el comienzo del sendero. desde el verano de 2009, Steven's Gulch Road sigue abierto al tráfico, pero ya no tiene mantenimiento. Con cortes en la carretera de más de un metro de profundidad y grandes piedras en el camino, el desplazamiento hasta el comienzo del sendero sólo es posible para los vehículos de tracción a las cuatro ruedas, las motocicletas o los vehículos todoterreno de gran capacidad.
Desde el comienzo del sendero, son unos 5,6 km de caminata y una subida de 930 m. El sendero, bien marcado y transitado, comienza siguiendo el barranco y va elevándose lentamente antes de llegar a las laderas más empinadas. La cima incluye un pequeño refugio de roca en forma de U donde se mantiene un libro de registro. Las extensas vistas se extienden hacia el sur hasta el pico Pikes y el valle de San Luis, hacia el este hasta las Grandes Llanuras, hacia el oeste hasta Silverthorne, y hacia el norte hasta el pico Longs y el parque nacional de las Montañas Rocosas. A opción del escalador, el sendero continúa desde la cima hacia el norte hasta el pico Torreys. El sendero desciende hasta los 4.178 m antes de volver a la cima del pico Torreys a 4351 m.

## Fauna y flora
La fauna y flora de la zona incluye la cabra montés, la pika, el puma o león de montaña, el ciervo bura, el alce, la marmota, el coyote, la perdiz nival, la ardilla roja americana y el arrendajo canadiense. Entre las flores silvestres que florecen en la zona de la tundra en la división continental de las Américas se encuentran el campeón musgoso (Silene acaulis), el nomeolvides alpino (Myosotis alpestris), Polemonium viscosum, Rydbergia grandiflora y la genciana de montaña (Gentiana). Debajo de la línea de árboles, se pueden encontrar el Aconitum, Aquilegia, algunas algas y la Castilleja.